# Иващенко, Дмитрий Андреевич
Дмитрий Андреевич Иващенко — советский военный, государственный и политический деятель, генерал-лейтенант.

## Биография
Родился в 1909 году на железнодорожном разъезде Головач в Полтавской губернии. Член КПСС с 1930 года.
С 1929 года — на военной службе, общественной и политической работе. В 1929—1966 гг. — начальник политотдела 2-й отдельной механизированной бригады, участник боёв у озера Хасан, начальник политотдела Полевого Управления 2-го Дальневосточного фронта, участник советско-японской войны, на политико-командных должностях в Красной Армии, в 1956—1958 гг. — член Военного Совета Северо-Кавказского военного округа, в 1958—1960 гг. — член Военного Совета Закавказского военного округа, далее — вновь член Военного Совета Северо-Кавказского военного округа.
Избирался депутатом Верховного Совета РСФСР 6-го созыва. Делегат XX, XXI, XXII и XXIII съездов КПСС.
Умер в 1990 году.